# Polystichum aculeatum x braunii
Polystichum aculeatum x braunii là một loài dương xỉ trong họ Dryopteridaceae. Loài này được mô tả khoa học đầu tiên..
Danh pháp khoa học của loài này chưa được làm sáng tỏ. 

## Hình ảnh

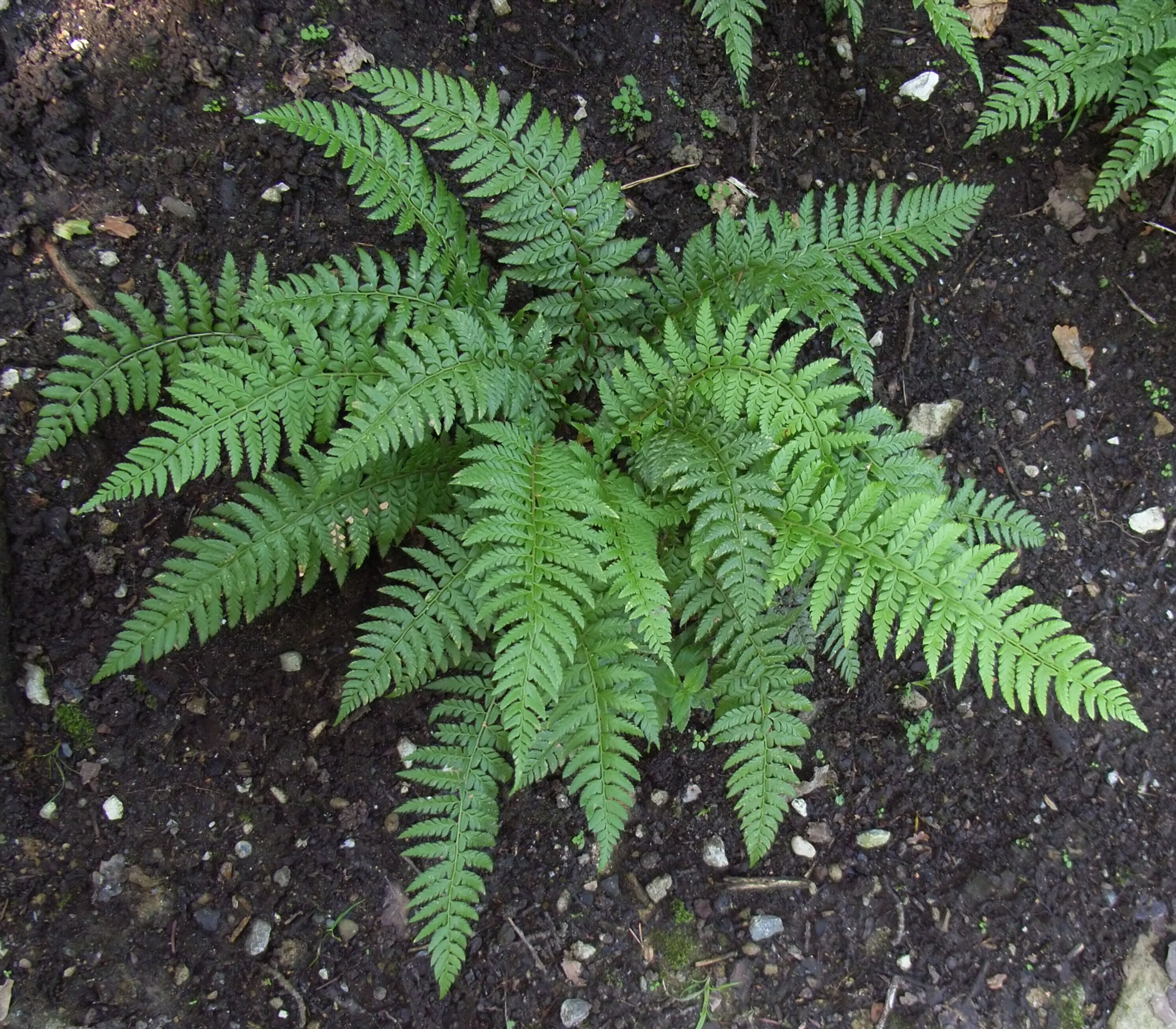
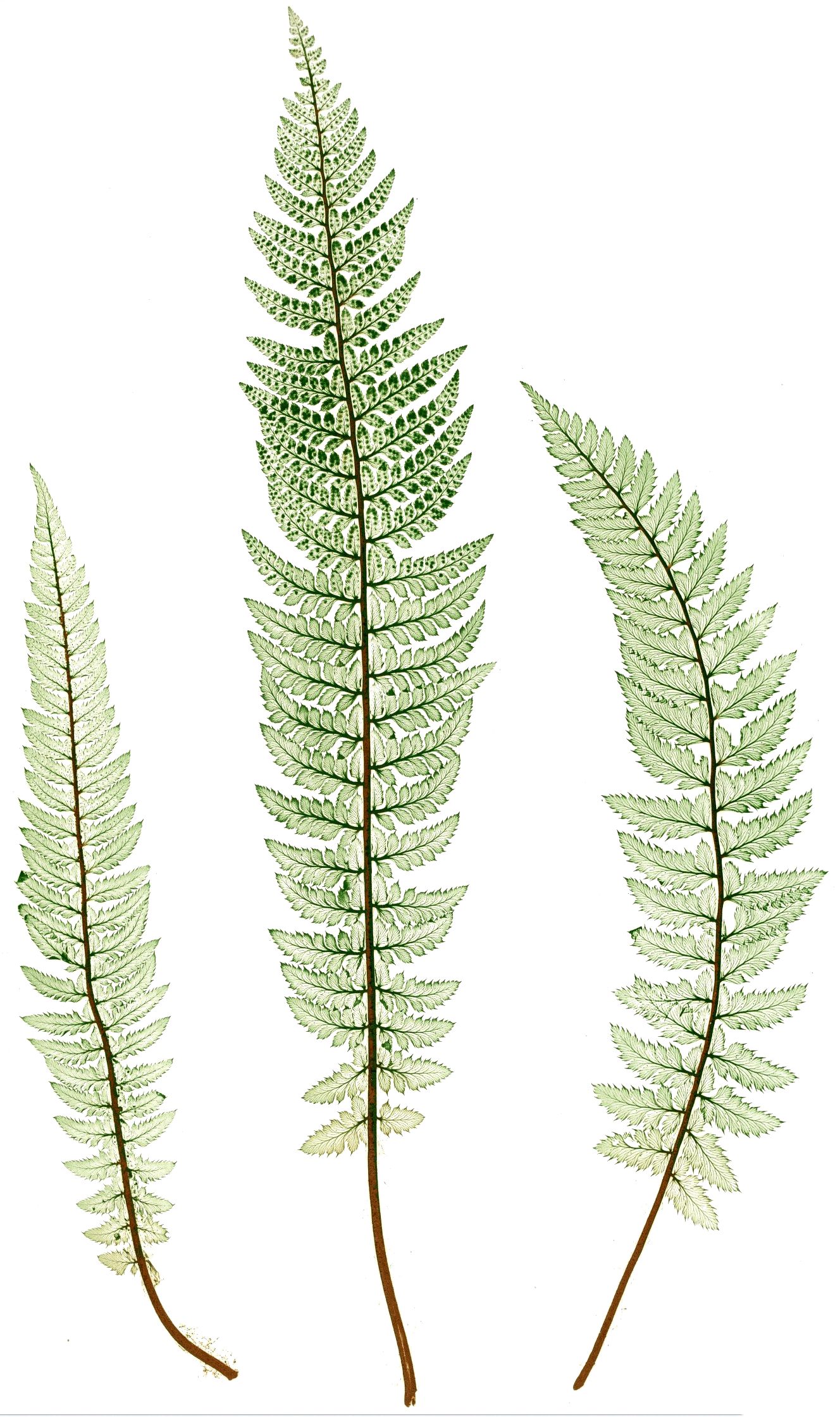
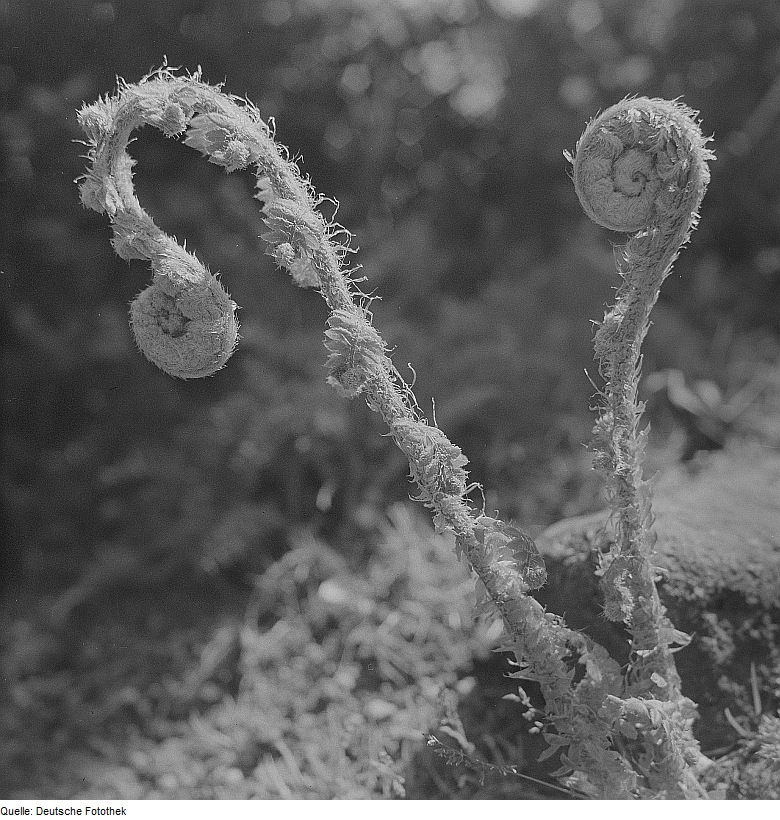
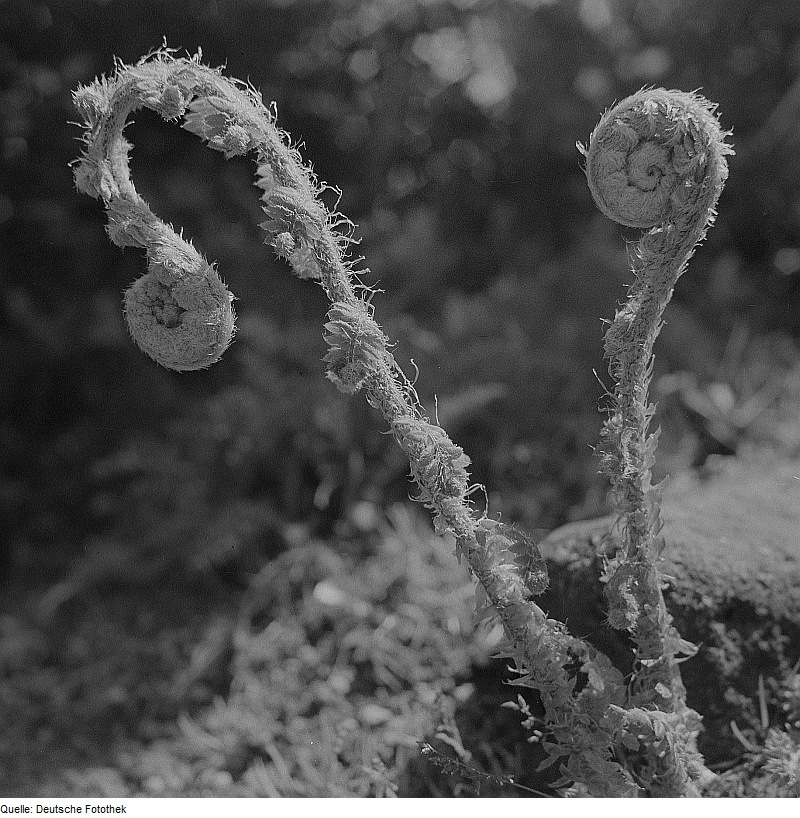